# Hạn hán
Hạn hán là một thời gian kéo dài nhiều tháng hay nhiều năm khi một khu vực trải qua sự thiếu nước. Thông thường, điều này xảy ra khi khu vực đó luôn nhận được lượng mưa dưới mức trung bình. Hạn hán có thể tác động đáng kể lên hệ sinh thái và nông nghiệp của vùng bị ảnh hưởng. Mặc dù hạn hán có thể kéo dài nhiều năm, nhưng một trận hạn hán dữ dội ngắn hạn cũng có thể gây ra thiệt hại đáng kể và gây tổn hại nền kinh tế địa phương.

## Tên gọi
Tiếng Trung là "can hạn" hay "hạn" (âm Hán-Việt) nghĩa là "khô hạn" hay "hạn". Như vậy thuật ngữ "hạn" tiếng Việt bắt nguồn từ tiếng Hán, nên nói "hạn" hay "hạn hán" đều như nhau.

## Nguyên nhân
Nguyên nhân gây ra hạn hán có nhiều song tập trung chủ yếu là 2 nguyên nhân chính:

### Nguyên nhân khách quan
Do khí hậu thời tiết bất thường gây nên lượng mưa thường xuyên ít ỏi hoặc nhất thời thiếu hụt.
- Mưa rất ít, lượng mưa không đáng kể trong thời gian dài hầu như quanh năm, đây là tình trạng phổ biến trên các vùng khô hạn và bán khô hạn. Lượng mưa trong khoảng thời gian dài đáng kể thấp hơn rõ rệt mức trung bình nhiều năm cùng kỳ. Tình trạng này có thể xảy ra trên hầu khắp các vùng, kể cả vùng mưa nhiều.
- Mưa không ít lắm, nhưng trong một thời gian nhất định trước đó không mưa hoặc mưa chỉ đáp ứng nhu cầu tối thiểu của sản xuất và môi trường xung quanh. Đây là tình trạng phổ biến trên các vùng khí hậu gió mùa, có sự khác biệt rõ rệt về mưa giữa mùa mưa và mùa khô. Bản chất và tác động của hạn hán gắn liền với định loại về hạn hán.

### Nguyên nhân chủ quan
Do con người gây ra:
- Tình trạng phá rừng bừa bãi làm mất nguồn nước ngầm dẫn đến cạn kiệt nguồn nước;
- Việc trồng cây không phù hợp, vùng ít nước cũng trồng cây cần nhiều nước (như lúa) làm cho việc sử dụng nước quá nhiều, dẫn đến việc cạn kiệt nguồn nước;
- Công tác quy hoạch sử dụng nước, bố trí công trình không phù hợp, làm cho nhiều công trình không phát huy được tác dụng... Vùng nhiều nước lại bố trí công trình nhỏ, còn vùng thiếu nước (nguồn nước tự nhiên) lại bố trí xây dựng công trình lớn...
- Tình trạng chăn thả quá mức làm xói mòn đất, thảm thực vật

## Phân loại
Theo tổ chức Khí tượng Thế giới (WMO) hạn hán được phân ra bốn loại: hạn khí tượng, hạn nông nghiệp, hạn thủy văn và hạn kinh tế xã hội.

### Hạn khí tượng
Thiếu hụt nước trong cán cân lượng mưa, lượng bốc hơi, nhất là trong trường hợp liên tục mất mưa. Ở đây lượng mưa tiêu biểu cho phần thu và lượng bốc hơi tiêu biểu cho phần chi của cán cân nước. Do lượng bốc hơi đồng biến với cường độ bức xạ, nhiệt độ, tốc độ gió và nghịch biến với độ ẩm nên hạn hán gia tăng khi nắng nhiều, nhiệt độ cao, gió mạnh, thời tiết khô ráo.

### Hạn nông nghiệp
Thiếu hụt mưa dẫn tới mất cân bằng giữa hàm lượng nước thực tế trong đất và nhu cầu nước của cây trồng. Hạn nông nghiệp thực chất là hạn sinh lý được xác định bởi điều kiện nước thích nghi hoặc không thích nghi của cây trồng, hệ canh tác nông nghiệp, thảm thực vật tự nhiên... Ngoài lượng mưa ra, hạn nông nghiệp liên quan với nhiều điều kiện tự nhiên (địa hình, đất,...) và điều kiện xã hội (tưới, chế độ canh tác,...).

### Hạn thủy văn
Dòng chảy sông suối thấp hơn trung bình nhiều năm rõ rệt và mực nước trong các tầng chứa nước dưới đất hạ thấp. Ngoài lượng mưa ra, hạn thủy văn chịu ảnh hưởng của nhiều yếu tố khác: dòng chảy mặt, nước ngầm tầng nông, nước ngầm tầng sâu...

### Hạn kinh tế xã hội
Nước không đủ cung cấp cho nhu cầu của các hoạt động kinh tế xã hội. Đặc biệt là cho nhu cầu nước sinh hoạt, sản xuất của con người

## Tác động
Hiện tượng toàn cầu này có tác động lớn đối với nông nghiệp. Liên Hợp Quốc ước tính rằng m''ột phần lớn diện tích đất đai màu mỡ của Ukraina bị mất mỗi năm vì hạn hán, phá rừng, và bất ổn khí hậu. Hạn hán kéo dài từ lâu đã nguyên nhân chính cho việc di cư hàng loạt và đóng một vai trò quan trọng trong lượng di cư hiện nay, cũng như các cuộc khủng hoảng nhân đạo khác đang diễn ra trong khu vực Sừng châu Phi và Sahel.

### Ở Việt Nam
Hạn hán có tác động to lớn đến môi trường, kinh tế, chính trị xã hội và sức khoẻ con người. Hạn hán là nguyên nhân dẫn đến đói nghèo, bệnh tật thậm chí là chiến tranh do xung đột nguồn nước. 
Hạn hán tác động đến môi trường như huỷ hoại các loài thực vật, các loài động vật, quần cư hoang dã, làm giảm chất lượng không khí, nước, làm cháy rừng, xói lở đất. Các tác động này có thể kéo dài và không khôi phục được.
Hạn hán tác động đến kinh tế xã hội như giảm năng suất cây trồng, giảm diện tích gieo trồng, giảm sản lượng cây trồng, chủ yếu là sản lượng cây lương thực. Tăng chi phí sản xuất nông nghiệp, giảm thu nhập của lao động nông nghiệp, tăng giá thành và giá cả các lương thực. Giảm tổng giá trị sản phẩm chăn nuôi. Các nhà máy thủy điện gặp nhiều khó khăn trong quá trình vận hành.
Ở Việt Nam, hạn hán xảy ra ở vùng này hay vùng khác với mức độ và thời gian khác nhau, gây ra những thiệt hại to lớn đối với kinh tế-xã hội, đặc biệt là nguồn nước và sản xuất nông nghiệp.

### Cháy rừng
Khi một đốm lửa nhỏ phát ra, nó sẽ nhanh chóng thiêu rụi toàn bộ khu rừng nhờ những đám lá cây khô cong.